# Rupauliya
Rupauliya (en népalais : रुपौलिया) est un comité de développement villageois du Népal situé dans le district de Nawalparasi. Au recensement de 2011, il comptait 8 576 habitants.